# Олстон, Артур Хью Гарфит
Артур Хью Гарфит Олстон (англ. Arthur Hugh Garfit Alston, 4 сентября 1902 — 17 марта 1958) — британский ботаник. 

## Биография
Артур Хью Гарфит Олстон родился в графстве Линкольншир 4 сентября 1902 года.
Отец Олстона, который был натуралистом-любителем, был первым, кто заинтересовал его биологией. В 1924 году Артур Хью Гарфит окончил Оксфордский университет, после чего поступил на работу в Королевские ботанические сады Кью. Он внёс значительный вклад в ботанику, описав множество видов растений.
Артур Хью Гарфит Олстон умер в Барселоне 17 марта 1958 года.

## Научная деятельность
Артур Хью Гарфит Олстон специализировался на папоротниковидных и на семенных растениях.

## Почести
В его честь были названы следующие виды растений:
- Jamesonia alstonii A.F.Tryon[5]
- Anthurium alstonii Croat[6]
- Hoodia alstonii (N.E.Br.) Plowes[7]
- Emilia alstonii Fosberg[8]
- Glochidion alstonii Airy Shaw[9]
- Gleichenia alstonii Holttum[10]
- Isoetes alstonii C.F.Reed & Verdc.[11]
- Premna alstonii Moldenke[12]
- Elaphoglossum alstonii Tardieu[13]
- Dissochaeta alstonii Nayar[14]
- Ardisia alstonii Lundell[15]
- Oxalis alstonii Lourteig[16]
- Garnotia alstonii Santos[17]
- Anacampseros alstonii Schönland[18]
- Gaertnera alstonii Malcomber[19]